# Pop-up (internet)
Een pop-up is in de internetwereld een nieuw, vaak kleiner venster dat verschijnt boven op het bestaande venster. Het openen van een pop-up kan gebeuren als reactie op een klik van de gebruiker. Het kan ook veroorzaakt worden door andere gebeurtenissen, zoals het laden of het verlaten van een pagina of het ontvangen van nieuwe e-mail.

## Gebruik voor reclame en pop-up blockers
Pop-ups worden veel gebruikt om reclame te maken op webpagina's. De code werd in 1994 geschreven door programmeur Ethan Zuckerman, werkzaam bij tripod.com. Zijn opdrachtgevers wilden beschikken over een reclamevorm die niet direct kon worden gelinkt aan de inhoud van een website, om te voorkomen dat een merknaam schade zou lijden door de inhoud van de site.
In extreme gevallen kan een webpagina zo'n groot aantal verschillende pop-ups openen dat de computer van de gebruiker vastloopt. Veel gebruikers hebben een hekel aan pop-ups die gebruikt worden voor reclame, en verwelkomen de pop-up blockers die in moderne browsers zijn ingebouwd.
In pop-upvensters kan doorgeklikt worden op links. Een adres intikken in de adresbalk wordt vaak onmogelijk gemaakt door de pop-upontwerper..
Pop-ups worden ook gebruikt voor het installeren van ad-, spy- en andere malware op computers. Vooral pop-ups die lijken op een standaard melding van de computer en vragen om op "OK" te drukken zijn verleidelijk. Het effect is dat veel mensen onbewust toestemming geven om programma's op hun computer te installeren.

### Wapenwedloop
Pop-ups zijn als wijze van reclame op internet, een agressieve variant van banners. Soms wordt er ook gebruikgemaakt van een zogenaamde pop-under, waarbij de reclame-uiting niet voor, maar achter het zichtbare venster wordt geplaatst. Een pop-under wordt daardoor pas zichtbaar als de gebruiker zijn webbrowser wil afsluiten.
Door de opkomst van 'pop-up blockers', zijn reclamemakers gaan zoeken naar een alternatieve methode om reclame zonder pop-up toch zichtbaar te maken. Een methode is het gebruikmaken van Flash. Flash is namelijk in staat om pop-ups te openen zonder dat deze door de pop-up blocker worden tegengehouden. Een andere methode maakt gebruik van floaters, delen van een webpagina die over de rest van de pagina verschijnen. Het effect is vergelijkbaar met pop-ups, maar ook hier doen pop-up blockers niets tegen.